# El respeto al derecho ajeno es la paz

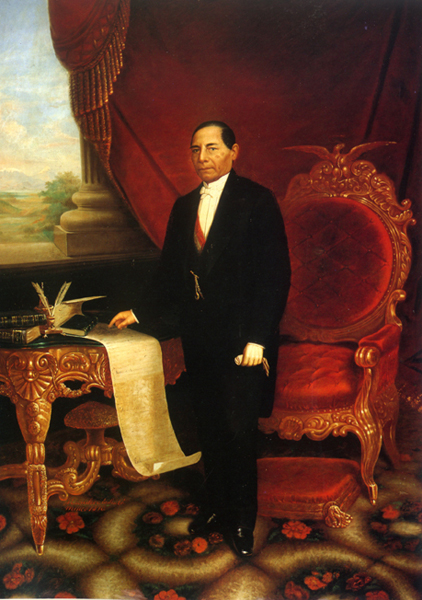
Benito Juárez.

«El respeto al derecho ajeno es la paz» fue la frase célebre del político mexicano Benito Juárez enunciada el 15 de julio de 1867, en su manifiesto expedido poco después de entrar triunfante en la Ciudad de México, tras la derrota y fusilamiento de Maximiliano I de México de Habsburgo y el derrocamiento del Segundo Imperio Mexicano. 
El 15 de julio de 1867, después de haber permanecido dos días en Chapultepec, se dirigió a la Ciudad de México. Entró por la puerta de Belén y el paseo de Bucareli; en el lugar en donde se encontraba la estatua de Carlos IV, se detuvo para recibir felicitaciones de autoridades civiles y militares, y continuó su camino por la Alameda Central para dirigirse al Palacio de Gobierno. Desde el balcón, presenció un desfile de la columna de honor y las expresiones de júbilo de la población. Ese mismo día expidió el manifiesto en donde se encuentra la frase célebre:

..Mexicanos: encaminemos ahora todos nuestros esfuerzos a obtener y a consolidar los beneficios de la paz. Bajo sus auspicios, será eficaz la protección de las leyes y de las autoridades para los derechos de todos los habitantes de la República. Que el pueblo y el gobierno respeten los derechos de todos. "Entre Los Individuos, Como Entre Las Naciones, El Respeto Al Derecho Ajeno Es La Paz. 

Confiemos en que todos los mexicanos, aleccionados por la prolongada y dolorosa experiencia de las comunidades de la guerra, cooperaremos en el bienestar y la prosperidad de la nación que sólo pueden conseguirse con un inviolable respeto a las leyes, y con la obediencia a las autoridades elegidas por el pueblo...
15 de julio de 1867. 

Algunos sectoreshan señalado que Immanuel Kant (1724-1804), autor alemán, utiliza una frase similar, en su ensayo de 1795, titulado "Sobre la paz perpetua" (en alemán: Zum ewigen Frieden): “la injusticia cometida se ejerce únicamente en el sentido de que no respetan el concepto del derecho, único principio posible de la paz perpetua”. Sin embargo, la académica Dulce María Granja Castro, señala que el pensamiento jurídico liberal del siglo XIX estaba fuertemente influenciado por la filosofía kantiana. Siendo ese el motivo por el cual la célebre frase de Juárez, de manera directa o indirecta, tenga similitudes con la obra de Kant.